# セルコチェーン
協同組合セルコチェーン (Selco Chain) は、東京都国立市に本社を置く日本の食品スーパーのボランタリーチェーンである。なお本項では、協同組合セルコチェーンが設立した企業である株式会社日本セルコ (にほんセルコ、Nihon Selco) についても一括して記述する。

## 歴史

### 創業からボランタリーチェーン大手へ
日本のスーパーマーケットの勃興期の1958年（昭和33年）に、セルフサービス方式の発展・普及を目指して設立された日本セルフサービス協会を母体に、中小小売店の近代化を目的に中小企業庁の後押しを受けて発足した日本初のセルフサービス店の協同組合として、全国の中小スーパーマーケットが結集し1962年（昭和37年）5月に「日本セルフ・サービス協同組合」を設立して“流通・販売の合理化で国民生活をより豊かに”の理念の下で、協業組織（ボランタリーチェーン）としての展開を開始したのが始まりである。
1970年（昭和45年）にセルコチェーンの会員の共同出資で「株式会社日本セルコ」を設立して共同購買・仕入れなど商品活動を主軸に展開開始するなど、各種共同事業を活発に実施し、加盟企業組織である「協同組合セルコチェーン」と、全国の地域セルコ本部を統括する本部機能を担う「株式会社日本セルコ」が両輪となって活動している。
1993年（平成5年）に「協同組合セルコチェーン」理事長と「株式会社日本セルコ」社長に株式会社ひのや社長・富士貞彦が就任するまでは、20年近く株式会社与野フードセンター社長・正野三郎が代表を務め、1992年（平成4年）2月時点で全国10地域本部、130社・690店にまで組織を成長させた。
また、当グループが全国の食品スーパーが集まった組織であるため、食品販売に出遅れた準大手スーパーの長崎屋が当グループとの合弁事業として、食品スーパー「サンドール」を地区毎に当グループの加盟企業などと合弁で設立して一時期展開していた。

### 本部機能の強化による立て直しの模索
本部機能の強化の一環として、1995年（平成7年）にたいらや（現：エコス）社長の平富郎が「協同組合セルコチェーン」理事長に就任し、平富朗が経営する東京都三鷹市下連雀の「たいらや下連雀店」2階へ1997年（平成9年）6月30日に本部事務所を移転した。またセルコチェーン本部の財務立て直しや、1999年（平成11年）4月に2001年1月時点で加盟企業12社でグループの店舗数が42店舗で売上高約330億円という四国島内でも有数の小売組織であるサンシャインチェーン本部を加盟させるなど、新規加盟企業の拡大を進め、2000年（平成12年）12月時点で全国にセルコ本部6地域・加盟社78社470店舗となった。
2000年（平成12年）春に「城西セルコ」が所沢物流センターを稼動させて関東で共同仕入れ・共同物流を開始し、同年6月19日に高知市仁井田の木材団地内にサンシャインチェーン本部が四国初の電子データ交換（EDI）対応など先進的なシステムを導入した最新鋭の通過型物流センターである「グロサリーセンター」を開設した。
この両センターの開設により、定時納品の徹底や2% - 7%の仕入れ原価の低減などが実現したため、地域の加盟企業合計売上高350億円を単位として全国20カ所の共同物流センターを開設し、それを核とした共同仕入れ・共同配送システムを構築し、流通大手が出店攻勢と価格攻勢を強めたことや、卸売業界の再編と問屋による小売業の逆選別などの影響を受け、中小の小売業者が売れ筋商品や新製品を安定確保するのが難しい状況が強まった状況に対応し、2000年3月期で加盟企業数64社450店の合計売上高約4700億円に対して本部売上高が約250億円に留まっていたのを、グループの規模を活用した共同購買・共同仕入を導入して加盟各社の活性化を目指した。
また、定番商品を常時低価格販売 (EDLP) で販売することを基本として2001年（平成13年）12月1日に新たな自社開発商品としプライベートブランド「ハートフラッグ (Heart flag) 」を価格訴求型の、加工食品中心に145品目で販売開始した。
その後、2002年（平成14年）からは品質・安全・健康・環境に配慮した高品質商品の開発や、値頃価格と高粗利益を両立するために東南アジアでの商品開発・輸入にも積極的に取り組み、同年秋冬には新商品として、菓子問屋のコンフェックやサンエスと共同開発した98円均一菓子約100品目を発売した。こうして翌2003年（平成15年）2月には330品目にまで取り扱い品目を増やした。
2001年（平成13年）10月22日付で、加盟企業の亀屋みなみチェーンが青森地方裁判所に民事再生手続き開始を申し立てた際には、協同組合セルコチェーン理事長の平富郎が率いるエコスが支援に名乗りを上げたものの、再生手続廃止に伴って同年末に倒産・清算となったことを受け、東北から九州にかけて亀屋みなみチェーンをリーダー格として地場スーパーマーケットを組織化していた1994年（平成6年）10月設立の「ジャパン・バリュー・アソシェイツ（JVA）」を2002年（平成14年）8月1日付で加盟させて救済した
その他にも「セルコ塾」を通じた加盟企業経営者の教育など、セルコチェーンの基盤強化にも取り組んだ。
2006年（平成18年）度は「千葉セルコ」（6社10店）や、2005年（平成17年）夏にキョーエイ（富山市）と共にアルビス傘下から離脱したアルビス系列では大手だった富山県の大阪屋ショップなど、新規加盟が4社あった一方で脱会が4社あり、2007年（平成19年）1月末現在で57社642店、合計年商6049億円とし、同年1月24日の賀詞交歓会で平富郎理事長が次期理事長として日本セルコの社長を務めていたさえき社長の佐伯行彦を指名して首脳陣の刷新を図ることになった。

### 共同仕入れ・共同物流の断念と他チェーンとの提携
2007年（平成19年）5月31日に「協同組合セルコチェーン」理事長にさえき社長の佐伯行彦（前日本セルコ社長）、「株式会社日本セルコ」社長に与野フードセンター社長の井原實が就任して新体制が始まった。
しかし新体制発足直前の2007年（平成19年）3月1日、協同組合セルコチェーン理事長の平富郎が率いるエコスと、新理事長の佐伯行彦が率いるさえきの、当グループの中核企業2社が同時に共同仕入れ機構の日本流通産業（ニチリウ）に加盟して規模の利益（スケールメリット）を共有して相互に調達力と収益力を高める方針を打ち出した。そのため、当グループ本部による共同仕入れ・共同物流を進める路線は事実上崩壊し、2007年（平成19年）にはプライベートブランド「ハートフラッグ」の販売も終了し、地域商品の開発などの商品開発や、共同仕入れなどの商品に関する活動は各地域のセルコへ委ねられることとなった。それに伴い、各地域本部は全日食チェーンの物流を活用した商品政策の推進などへ方向転換することとなった。
こうした方向転換を受け、2011年（平成23年）4月23日にサンシャインチェーン本部がCGCグループに加盟してその全国・海外の商品調達網の活用で競争力を高めることになるなど、セルコグループ内の有力企業が異なる共同仕入れ機構に加盟する形となった。
また、商品の開発や仕入れ機能を廃止した本部機能を担う「株式会社日本セルコ」は教育研修・情報収集・発信などソフト面に重点を移し、2007年に売場ライブ映像閲覧システム「セルコライブネット」を立ち上げ、「セルコライブネット」により売場や商品、販促の情報を共有化するなど、情報の共有化を深化させて加盟企業同士の情報交流機能を強めている。
そのため従来から行っていた、国内外の視察や加盟企業の経営者が経営問題や環境対応、法改正など共通課題について腹を割って話をする「トップ会」、商品責任者で組織する商品委員会や情報の共有化を現場の責任者である店長や主任クラスに落とし込む各部門の「教育研究セミナー」などを通じて、経営者から現場までの各層が交流し情報交換することで絆を深めつつ、業績向上につなげる機能の強化を図っている。
その一環として、2012年（平成24年）に加盟企業の経営全般についての指導・相談窓口となる「経営相談室」と「女性リーダー育成セミナー」を新設し、同年4月に第1回「女性リーダー育成セミナー」を開催するなど、人材育成や指導・助言機能の拡充を進めている。

## 沿革
- 1958年（昭和33年） - セルフサービス方式の発展・普及を目指して「日本セルフサービス協会」を設立[6]。
- 1962年（昭和37年）5月[9] - 全国の中小スーパーマーケットが結集して[8]「日本セルフ・サービス協同組合」を設立[9]。
- 1970年（昭和45年） - セルコチェーンの会員の共同出資で（株）日本セルコを設立[10]。
- 1993年（平成5年） - 20年近く協同組合セルコ・チェーン理事長と日本セルコ社長を務めた㈱与野フードセンター社長・正野三郎が退任し、後任に㈱ひのや社長・富士貞彦が就任[13]。
- 1995年（平成7年） - たいらや（現在のエコス）社長の平富郎が協同組合セルコ・チェーン理事長に就任[16]。
- 1997年（平成9年）6月30日 - 平富朗の経営する東京都三鷹市下連雀の「たいらや下連雀店」2階へ本部事務所を移転[17]。
- 1999年（平成11年）4月 - 四国島内でも有数の小売組織サンシャインチェーン本部が加盟[18]
- 2000年（平成12年）
- 春 - 城西セルコの所沢物流センターを稼動させて[20]関東で共同仕入れ・共同物流を開始[21]
- 6月19日 - 高知市仁井田の木材団地内にサンシャインチェーン本部が四国初の電子データ交換対応などを導入した通過型物流センターの「グロサリーセンター」を開設[22]
- 2001年（平成13年）
  - 10月22日 - 加盟していた青森県第2位のスーパーの亀屋みなみチェーンが青森地方裁判所に民事再生手続き開始を申請[27]
  - 12月1日 - 自社開発商品（PB＝プライベートブランド）「ハートフラッグ（Heart flag）」を発売[24]
- 2002年（平成14年）8月1日 - ジャパン・バリュー・アソシェイツ（JVA）が加盟[28]
- 2007年（平成19年）
  - 3月1日 - 当グループの中核企業のエコスとさえきが2社同時にが共同仕入れ機構の日本流通産業（株）（ニチリウ）に加盟[32]。
  - 5月31日 - 協同組合セルコチェーン理事長に佐伯行彦さえき社長、日本セルコ社長に井原實与野フードセンター社長が就任[31]。
  - PB「ハートフラッグ」の販売を終了[31]。
  - 売場ライブ映像閲覧システム「セルコライブネット」を稼動[11]。
- 2011年（平成23年）4月23日 - サンシャインチェーン本部がCGCグループに加盟[33]。
- 2012年（平成24年）
  - 4月 - 第1回「女性リーダー育成セミナー」を開催[36]。
  - 「経営相談室」を新設[36]。
- 2019年（平成31年）3月11日 - 東京都国立市にある理事長・佐伯行彦が経営するさえきセルバホールディングスのスーパー「La SaCuLa」地下1階に本部事務所を移転[37][38]。
- 2021年（令和3年）6月2日 - 与野フードセンター取締役名誉会長の井原實が協同組合セルコチェーン理事長に就任[39]。

## 主な加盟店支援制度
- トップ会 - 加盟企業の経営者が経営問題や環境対応、法改正など共通課題について直接意見交換する会合[34]
- 経営相談室 - 加盟企業の経営全般についての指導・相談窓口[36]
- 商品委員会 - 商品責任者による商品情報の交換会[34]
- 教育研究セミナー - 各部門の現場の責任者である店長や主任クラスでの情報や経験の共有化を図る研究・研修会[34]
- 女性リーダー育成セミナー - 加盟企業の女性社員から幹部となる人材の育成を目指す研究・研修会[36]
- セルコライブネット - 売場や商品、販促の情報を共有化するための[34]売場ライブ映像閲覧システム[11]

## 加盟企業一覧
2023年6月現在、組合員数37社・組合員店舗数445店舗。なおセルコグループは協同組合であるため、加盟企業を「組合員」と呼称する。2023年6月現在の組合員は以下のとおり。
- 北海道 - 株式会社豊月、有限会社とうかいフーズ、株式会社相沢食料百貨店
- 青森県 - 株式会社スーパーカケモ、株式会社スーパーストア
- 岩手県 - 有限会社ケー・マート、株式会社丸江
- 秋田県 - 株式会社テラタ、株式会社マルシメ
- 山形県 - 株式会社キムラ
- 茨城県 - 株式会社マスダ
- 栃木県 - 株式会社たいらや、株式会社塩原屋
- 埼玉県 - 株式会社与野フードセンター
与野フードセンターはセルコチェーンの前身の時代から加入している創設期からの古参加盟企業で[41]同社の社長だった正野三郎は20年近く協同組合セルコ・チェーン理事長と日本セルコ社長を務めた[13]。
- 千葉県 - 株式会社千葉セルコ、株式会社せんどう、有限会社吉田商店、宍倉株式会社、株式会社ときわや
- 東京都 - 	株式会社エコス、株式会社日本セルコ、株式会社関東城西セルコ、株式会社さえきセルバホールディングス、株式会社東京さえき、株式会社カネマン、株式会社たからや、大栄青果株式会社、KCセントラル貿易株式会社、株式会社ユナイテッドベジーズ
エコスは、1995年（平成7年）から2007年（平成19年）まで協同組合セルコチェーン理事長を務めた平富郎の母体企業[16]。
- 神奈川県 - 株式会社京浜さえき
- 山梨県 - 株式会社山梨さえき
- 長野県 - 株式会社マルトシ
- 新潟県 - 株式会社キューピット、株式会社ハピー
- 富山県 - 株式会社大阪屋ショップ
大阪屋ショップは、アルビス系列では大手だったが2005年（平成17年）夏に離脱し[30]、2006年（平成18年）度に加盟した[29]。アルビスはこの大阪屋ショップなどの脱退による規模縮小を挽回するための対策の一環として、2005年（平成17年）12月14日にバザールフーズ（金沢市）を買収した[30]。
- 島根県 - 株式会社フーズマーケットホック
- 広島県 - 三次フードセンター株式会社
2025年（令和7年）3月27日をもって全店が閉店し、フレスタホールディングスに事業譲渡[42]。
- 高知県 - 株式会社サンシャインチェーン本部
サンシャインチェーン本部は、1961年（昭和36年）4月に高知主婦の店協同組合として設立[18]、以降一貫してボランタリーチェーン本部として事業を拡大し[18]、2011年（平成23年）5月時点で高知県中心に加盟企業10社31店・売上高430億円を展開する、当グループ内の有力企業[33]。
- 佐賀県 - 株式会社アルタフーズ

## 取引銀行
- 商工組合中央金庫 東京支店[1]
- りそな銀行 立川支店[1]
- みずほ銀行 三鷹支店[1]